# Уй-Салган
Уй-Салган (ног. Уьй-Салган) — село (аул) в Ногайском районе Республики Дагестан. Входит в Ортатюбинский сельсовет.

## Географическое положение
Расположено в 57 км к западу от районного центра села Терекли-Мектеб, недалеко от границы со Ставропольским краем.

## История
Оседлый ногайский аул основан в 1914 году. Тогда в новообразованном ауле проживало 794 человека, в том числе 453 мужчины и 341 женщина.

## Население
| 1914 | 1926 | 1970 | 1989 | 2002 | 2010 | 2021 |
| ---- | ---- | ---- | ---- | ---- | ---- | ---- |
| 813  | ↘761 | ↘406 | ↗552 | ↘398 | ↘332 | ↘230 |

Национальный состав
По данным Всероссийской переписи населения 2010 года:
| Народ    | Численность, чел. | Доля от всего населения, % |
| -------- | ----------------- | -------------------------- |
| ногайцы  | 284               | 85,6 %                     |
| даргинцы | 24                | 7,2 %                      |
| другие   | 24                | 7,2 %                      |
| всего    | 332               | 100 %                      |